# Guelmim-Es Semara
Guelmim-Es Semara (àrab: كلميم السمارة, Galmīm as-Samāra) era una de les setze regions en què estava organitzat el Marroc abans de la reforma administrativa de 2015. La seva capital és la ciutat de Guelmim. Des de 2015 la nova regió de Guelmim-Oued Noun aplega les tres províncies de Guelmim, Assa-Zag i Tan-Tan, a les que s'ajunta la de Sidi Ifni, de l'antiga regió de Souss-Massa-Draâ, mentre que la província d'Es-Semara és transferida a la nova regió de Laâyoune-Sakia El Hamra i la de Tata a la nova regió del Drâa-Tafilalet.
La part sud d'aquesta regió es troba ocupada pel Marroc gairebé íntegrament, sent part integrant del territori per descolonitzar del Sàhara Occidental, i en part controlada pel Front Polisario.

## Províncies
- Província de Guelmim
- Província de Tan-Tan
- Província d'Assa-Zag
- Província de Tata
- Província d'Es-Semara